# Bộ trưởng Bộ Giao thông Vận tải (Việt Nam)
Bộ trưởng Bộ Giao thông Vận tải Việt Nam là người đứng đầu Bộ Giao thông Vận tải Việt Nam, và là thành viên Chính phủ Việt Nam. Bộ trưởng cuối cùng là ông Trần Hồng Minh.

## Nhiệm vụ
Căn cứ Khoản 1 Điều 3 Quyết định 1580/QĐ-BGTVT 2021 về việc phân công nhiệm vụ Lãnh đạo Bộ quy định nhiệm vụ của Bộ trưởng Bộ Giao thông Vận tải như sau:
- Lãnh đạo, chỉ đạo và quản lý toàn diện các mặt công tác của Bộ theo quy định của pháp luật và được Chính phủ cụ thể hóa tại Nghị định về chức năng, nhiệm vụ, quyền hạn và cơ cấu tổ chức của các Bộ, cơ quan ngang Bộ; Nghị định quy định chức năng, nhiệm vụ, quyền hạn và cơ cấu tổ chức của Bộ GTVT.
- Trực tiếp chỉ đạo:

1. Công tác xây dựng văn bản quy phạm pháp luật, chiến lược, quy hoạch, cơ chế đột phá, kế hoạch phát triển chung của ngành GTVT;
2. Công tác tổ chức, cán bộ; kế hoạch - đầu tư; hợp tác quốc tế; thanh tra, kiểm tra và giải quyết khiếu nại, tố cáo; phòng, chống tham nhũng; an toàn giao thông; thi đua, khen thưởng, kỷ luật.

- Chỉ đạo hoạt động của các cơ quan, đơn vị: Vụ Tổ chức cán bộ, Vụ Hợp tác quốc tế, Vụ Pháp chế, Thanh tra Bộ.

- Kiêm các chức danh:

1. Chủ tịch Hội đồng Thi đua khen thưởng Bộ GTVT;
2. Chủ tịch Hội đồng phối hợp công tác phổ biến, giáo dục pháp luật của Bộ GTVT;
3. Trưởng Ban Chỉ đạo cải cách hành chính Bộ GTVT;
4. Trưởng Ban Chỉ đạo ứng dụng công nghệ thông tin và an toàn thông tin mạng Bộ GTVT;
5. Trưởng Ban Chỉ đạo tái cơ cấu Tổng công ty Công nghiệp tàu thủy;
6. Phó Trưởng ban Thường trực Ban Chỉ đạo tái cơ cấu Tổng công ty Công nghiệp tàu thủy của Chính phủ;
7. Phó Chủ tịch thường trực Ủy ban An toàn giao thông Quốc gia;
8. Phó Chủ tịch thường trực Ủy ban An ninh hàng không dân dụng Quốc gia;
9. Phó Trưởng ban thường trực Ban Chỉ đạo các công trình, dự án trọng điểm ngành GTVT;
10. Ủy viên Ban Chỉ đạo Quốc gia về cơ cấu lại nền kinh tế, đổi mới mô hình tăng trưởng;
11. Ủy viên Ban Chỉ đạo Quốc gia về xây dựng các đơn vị hành chính - kinh tế đặc biệt;
12. Ủy viên Hội đồng thẩm định 03 đề án thành lập đơn vị hành chính - kinh tế đặc biệt Vân Đồn, tỉnh Quảng Ninh; Bắc Vân Phong, tỉnh Khánh Hòa; Phú Quốc, tỉnh Kiên Giang;
13. Ủy viên Ủy ban Quốc gia về biến đổi khí hậu;
14. Ủy viên Ban Chỉ đạo phòng, chống khủng bố Quốc gia;
15. Phó Chủ tịch Hội đồng điều phối vùng Đồng bằng sông Cửu Long giai đoạn 2020-2025.

## Danh sách Bộ trưởng
| STT | Tên                                 | Nhiệm kỳ                                    | Ghi chú                                                             |
| --- | ----------------------------------- | ------------------------------------------- | ------------------------------------------------------------------- |
| 1   | Đào Trọng Kim                       | tháng 8 năm 1945- tháng 3 năm 1946          | Bộ trưởng Bộ Giao thông Công chính                                  |
| 2   | Trần Đăng Khoa                      | tháng 3 năm 1946 - tháng 9 năm 1955         | Bộ trưởng Bộ Giao thông                                             |
| 3   | Nguyễn Văn Trân                     | tháng 9 năm 1955 - 1957                     | Bộ trưởng Bộ Giao thông và Bưu điện                                 |
| 4   | Nguyễn Hữu Mai                      | 1957 - 1960                                 | Bộ trưởng Bộ Giao thông và Bưu điện                                 |
| 5   | Thiếu tướng Phan Trọng Tuệ          | 1960 - 28 tháng 3 năm 1974                  | Bộ trưởng Bộ Giao thông và Bưu điện Bộ trưởng Bộ Giao thông vận tải |
| -   | Thượng tướng Đinh Đức Thiện         | 1972 - tháng 3 năm 1974                     | Quyền Bộ trưởng Bộ Giao thông vận tải                               |
| 6   | Dương Bạch Liên                     | tháng 3 năm 1974 - 1976                     | Bộ trưởng Bộ Giao thông vận tải                                     |
| 7   | Thiếu tướng Phan Trọng Tuệ          | 1976 - tháng 2 năm 1980                     | Bộ trưởng Bộ Giao thông vận tải                                     |
| 8   | Trung tướng Đinh Đức Thiện          | tháng 2 năm 1980 - tháng 4 năm 1982         | Bộ trưởng Bộ Giao thông vận tải                                     |
| 9   | Trung tướng Đồng Sỹ Nguyên          | tháng 4 năm 1982 - tháng 6 năm 1986         | Bộ trưởng Bộ Giao thông vận tải                                     |
| 10  | GS. Tiến sĩ Bùi Danh Lưu            | tháng 6 năm 1986 - tháng 11 năm 1996        | Bộ trưởng Bộ Giao thông vận tải                                     |
| -   | Lê Ngọc Hoàn                        | tháng 11 năm 1996 - 1997                    | Quyền Bộ trưởng Bộ Giao thông vận tải                               |
| 11  | Lê Ngọc Hoàn                        | 1997 - 2002                                 | Bộ trưởng Bộ Giao thông vận tải                                     |
| 12  | Tiến sĩ Đào Đình Bình               | 2002 - tháng 6 năm 2006                     | Bộ trưởng Bộ Giao thông vận tải                                     |
| 13  | Hồ Nghĩa Dũng                       | tháng 6 năm 2006 - 3 tháng 8 năm 2011       | Bộ trưởng Bộ Giao thông vận tải                                     |
| 14  | Tiến sĩ Đinh La Thăng               | 3 tháng 8 năm 2011 - 8 tháng 4 năm 2016     | Bộ trưởng Bộ Giao thông vận tải                                     |
| 15  | Thạc sĩ Trương Quang Nghĩa          | 9 tháng 4 năm 2016 - 25 tháng 10 năm 2017   | Bộ trưởng Bộ Giao thông vận tải                                     |
| 16  | Tiến sĩ Nguyễn Văn Thể              | 26 tháng 10 năm 2017 - 21 tháng 10 năm 2022 | Bộ trưởng Bộ Giao thông vận tải                                     |
| 17  | Tiến sĩ Nguyễn Văn Thắng            | 21 tháng 10 năm 2022 - 28 tháng 11 năm 2024 | Bộ trưởng Bộ Giao thông vận tải                                     |
| 18  | Trung tướng, Tiến sĩ Trần Hồng Minh | 28 tháng 11 năm 2024- 18 tháng 02 năm 2025  | Bộ trưởng Bộ Giao thông vận tải                                     |